# Зінгер Віктор Олександрович
Віктор Олександрович Зінгер (рос. Виктор Александрович Зингер; 29 жовтня 1941, Давидово, Клепиковський район, Рязанська область, СРСР — 24 вересня 2013, Москва) — радянський хокеїст, що грав на позиції воротаря. Олімпійський чемпіон. Заслужений майстер спорту (1967).

## Спортивна кар'єра
Народився в Рязанській області, де його родина перебувала в евакуації під час Німецько-радянської війни. Вихованець хокейної школи московського ЦСКА (тренер — Борис Афанасьєв). З сімнадцяти років перебував в основній команді, але за три сезони не зіграв жодого матчу. Беззаперечним першим номером клубу був Микола Пучков, а при необхідності його заміняли Юрій Овчуков і Віталій Павлушкін. 1961 року перейшов до армійської команди з Куйбишева, дебютанта вищої ліги. Віктор Зінгер відразу став основним голкіпером клубу. Після двох сезонів відбулося скорочення наполовину кількості учасників в елітному дивізіоні. Серед невдах опинилися і СКА (Куйбишев). Віктор Зінгер у розпалі сезону 1963/1964 перейшов до московського «Спартака», який у той час очолював Борис Афанасьєв, а з нового сезону — Всеволод Бобров. Спочатку був дублером Прохорова і Платова, а вже через рік — першим воротарем «червоно-білих». Триразовий чемпіон СРСР, дворазовий володар національного кубка. У вищій лізі провів 360 матчів. 
На початку 1965 року поїхав у складі другої збірної СРСР до Фінляндії, але терміново повернувся додому. Його викликав старший тренр національної збірної Аркадій Чернишов на два матчі проти канадців. На старті першої гри ворота захищав Анатолій Рагулін, а Віктор Зінгер вийшов на лід у другому періоді. У другій грі грав лише Зінгер. Основний воротар збірної Віктор Коноваленко спостерігав за цими матчами з трибуни. У складі національної команди провів п'ять сезонів, але основним був лише на чемпіонаті світу-1969 (до Швеції радянська збірна приїхала без Віктора Коноваленка). Олімпійський чемпіон 1968 року, п'ятиразовий чемпіон світу і Європи. Останнім турніром у збірній став Кубок Канади 1976, де основним був Владислав Третьяк, а Віктор Зінгер і Михайло Васильонок взагалі не виходили на лід. На Олімпійських іграх і чемпіонатах світу провів 18 матчів, а всього за збірну СРСР — 57.

## Досягнення
- Олімпійський чемпіон (1): 1968
- Чемпіон світу (5): 1965, 1966, 1967, 1968, 1969
- Чемпіон Європи (5): 1965, 1966, 1967, 1968, 1969
- Чемпіон СРСР (3): 1967, 1969, 1976
- Володар кубка СРСР (2): 1970, 1971

## Нагороди
- Орден «Знак Пошани» (30.05.1969)
- Медаль «За трудову відзнаку» (30.03.1965)